# Elmore Leonard

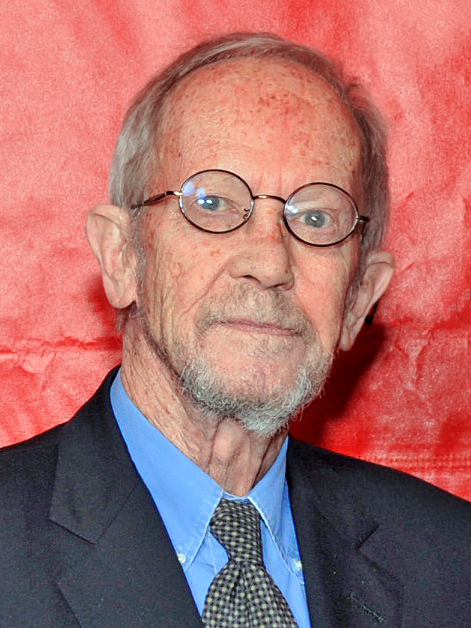
Elmore Leonard, 2011.

Elmore Leonard, född 11 oktober 1925 i New Orleans, Louisiana, död 20 augusti 2013 i Bloomfield Hills, Michigan, var en amerikansk författare.
Leonard skrev främst kriminal- och westernromaner. Filmerna Hombre, Utom synhåll, Get Shorty och Jackie Brown är baserade på hans romaner.